# Веслав Гавликовский
Ве́слав Гавлико́вский (пол. Wiesław Gawlikowski; настоящие имя и фамилия — Лю́двик Пахо́льский (Ludwik Pacholski); 1891 — 19 марта 1933, Варшава) — польский актёр театра и кино.

## Биография
Играл в варшавских театрах. Мастер характерных ролей и эпизодов. Звезда довоенного польского кино. Снялся в более, чем 20 фильмах, преимущественно немых.
Трагически погиб 19 марта 1933 года в Варшаве.

## Избранная фильмография
- 1933 — Последняя эскапада — отец Ванды
- 1932 — Шахта Л23 — Ярач, отец Баси
- 1932 — Год 1914 — дядя Ханки и Анджея
- 1932 — Белый яд  — нищий
- 1932 — Безымянные герои
- 1931 — Женщина, которая смеётся — спасатель
- 1931 — Голос сердца — Сирил Беллок
- 1930 — Краса жизни — дядя Михал
- 1930 — Янко-музыкант — профессор музыки
- 1929 — Изо дня в день — Ян Заремба, муж Маруси
- 1928 — Тайна древнего рода —  Шимон, рыбак, отец Лидии
- 1928 — Пан Тадеуш — Войский
- 1928 — Сегодняшние люди — редактор Константы Вжос
- 1927 — Земля обетованная — Август «Кундель», дворецкий из Бухолца
- 1927 — Могила неизвестного солдата — комиссар Шапкин
- 1927 — Мертвый узел
- 1926 — Прокаженная
- 1925 — Ивонка — Фелек
- 1924 — Смерть для жизни. Симфония человечности
- 1924 — О чём не говорят — сутенёр
- 1912 — Войводзянка